# Robert P. Murphy
Robert P. "Bob" Murphy (nacido el 23 de mayo de 1976) es un economista y autor estadounidense de la escuela austriaca, libertario iusnaturalista y teórico del anarcocapitalismo. Pertenece al Instituto Ludwig von Mises, el Instituto Pacific Research y el Institute for Energy Research. Su trabajo ha sido citado por Walter Block, con quien Murphy también ha publicado. Escribe columnas para LewRockwell.com, entre otros sitios. 
Robert Murphy ha publicado libros y guías de estudio austrolibertarias, entre ellas La teoría del caos, en la cual expone sus propuestas para una sociedad de ley privada.

## Libros
- Chaos Theory Archivado el 2 de noviembre de 2013 en Wayback Machine., (Teoría del caos)
- Lessons for the Young Economist, (Lecciones para el joven economista)
- 2007, Guía políticamente incorrecta del capitalismo
- The Politically Incorrect Guide to the Great Depression and the New Deal, (La guía políticamente incorrecta a la Gran Depresión y el New Deal)